# Aérodrome d'Avignon - Pujaut
L’aérodrome d’Avignon - Pujaut (code OACI : LFNT) est un aérodrome agréé à usage restreint, situé sur la commune de Pujaut à 6 km au nord-ouest d’ Avignon dans le Gard (région Occitanie, France).
Il est utilisé pour la pratique d’activités de loisirs et de tourisme (aviation légère, parachutisme et aéromodélisme).

## Histoire
Créé en 1919, il devient un terrain de secours en 1929.
Confié à l'Armée de l'air en 1935, il accueille la naissance du parachutisme militaire français.
La première promotion de parachutistes de l'infanterie de l'Air est brevetée en 1937,. Ces parachutistes sont, notamment, les ancêtres des commandos de l'Air.

## Utilisation
L'aérodrome est réservé au vol à voile, au parachutisme et aux avions de servitude. La piste 17L/35 R est exclusivement réservée à l'activité vélivole. L'utilisation simultanée des pistes 17L/35 R et 12/30 est interdite.

## Infrastructures
L'aérodrome est doté de trois pistes : les deux pistes parallèles orientées 165/345 celle au QFU 17R/35 L de 1 200 m de long par 100 m de large et celle au QFU 17L/35 R de 650 m de long par 80 m de large. La troisième piste orientée 123/303 (QFU 12/30) 1 165 m de long par 100 m de large coupe les deux autres. Ces trois pistes sont en herbe.
L'aérodrome n'a pas de balisage lumineux et n'est donc pas agréé pour le VFR de nuit.
Pas de ravitaillement, ni de douanes, ni de police ; il dispose d'un SSLIA (Service de sauvetage et de lutte contre l'incendie des aéronefs) de niveau 1.
Pas de service de contrôle, le trafic s'effectue par la fréquence d'auto-information : 123.350 Mhz. L'aérodrome étant situé dans le SIV (service d'information de vol) 3.1 (du sol à 4 500ft) et 3.2 (de 4 500 ft au FL115 et dans la TMA 8 de Provence (de 4 500 ft au FL065 le contact avec Provence Approche sur 131.225 Mhz est recommandé en dessous de 4 500ft et obligatoire dans la TMA8 (espace de classe D.
Les cogestionnaires de l'aérodrome sont : la mairie de Pujaut et le centre régional de parachutisme Provence Méditerranée.
Pas de hangar pour les aéronefs de passage, ni d'atelier de réparation.

## Rattachements
Avignon - Pujaut est un petit aérodrome ne disposant pas de services de la DGAC. Pour l'information aéronautique, la préparation des vols et le dépôt des plans de vol il est rattaché au BRIA (Bureau Régional d'Information aéronautique) de l'aéroport de Marseille Provence. Le suivi des vols sous plan de vol et le service d'alerte sont assurés par le BTIV (Bureau de télécommunications et d'information de vol) du Centre en route de la navigation aérienne Sud-Est situé à Aix-en-Provence.

## Aéroclubs
- Club de Planeur Avignon Pujaut[6]

## Activités particulières
- Parachutisme sur l'aérodrome dans la Zone 402 tous les jours du lever au coucher du soleil jusqu'au FL135[7]. L'activité réelle de la zone est connue par Orange approche, Marseille ACC et Avignon TWR.

- Une activité de treuillage de planeurs (no 986) (du sol à 2 300ft)[8] (méthode de lancer par câble).

- Il existe aussi à l'ouest de la plate-forme une activité d'aéromodélisme.